# Батальйон безпілотних систем «Злі Сапсани»
Батальйон безпілотних систем «Злі Сапсани» — військове формування Збройних Сил України у складі 30-ї окремої механізованої бригади імені князя Костянтина Острозького.

## Історія
У лютому 2023 року в складі 30-ї окремої механізованої бригади імені князя Костянтина Острозького було сформовано роту ударних  безпілотних авіаційних комплексів. У березні 2024 року підрозділ було розширено до батальйону безпілотних систем, першим командиром якого став молодший лейтенант Андрій Іванов, позивний «Прокурор».
Назва батальйону походить від хижого птаха сапсана, який вражає свою здобич з високою швидкістю і точністю.

### Участь у російсько-українській війні
З липня 2023 року в складі роти ударних безпілотних авіаційних комплексів проводили перші бойові вильоти БпЛА із бойовим завданням на проведення аеророзвідки, корегування вогню артилерійських підрозділів 30 ОМБр, знищення живої сили противника та техніки ворога шляхом скидання боєприпасів.
Під час другої стадії боїв за Бахмут Донецької області (з 6 липня 2023 року по 7 січня 2024 року), зовнішні екіпажі БпЛА всіх типів регулярно атакували піхотні та артилерійські підрозділи приватної військової компанії «Вагнер».
У жовтні 2024 року військовослужбовці батальйону вперше в історії російсько-української війни знищили російський танк за допомогою так званого «дрона-дракона».
За рік існування військовослужбовці підрозділу неодноразово заохочувалися командуванням частини та вищим командуванням Збройних Сил України за зразкове виконання військового обов’язку, високі показники у знищенні живої сили окупантів, їх техніки, озброєння та сил і засобів логістичного забезпечення противника.

## Структура

### Радіоінженерна лабораторія
Радіоінженерна лабораторія «Злих сапсанів» обслуговує техніку не лише цього батальйону, а й інших підрозділів, а також ділиться з ними інформацією стосовно власних напрацювань. Більш як половина фахівців, які працюють на «інженерці», зазнали травм чи поранень під час бойових дій і мають статус «обмежено придатних».
 

### Вибухова майстерня
Вибухова майстерня була створена для розвантаження операторів БпЛА від нехарактерної для них роботи. Завдяки майстерні оператори отримують перед завданням повністю готові до використання вибухові пристрої та системи.
 

### Проєкт індивідуального харчування
«Злі сапсани» розробили спеціальну систему харчування, аби уникнути регулярного вживання консервованих продуктів та їжі швидкого приготування і таким чином зменшити негативний вплив на здоров’я бійців. Щоденно формується меню, в якому є по два варіанти сніданку, обіду та вечері. Кожен військовослужбовець батальйону обирає свій варіант у спеціальній групі в месенджері. Кухарі готують та фасують 600 порцій обідів і передають на позиції і навіть «на нуль».